# Galeruca planiuscula
Galeruca planiuscula es una especie de insecto coleóptero de la familia Chrysomelidae.
Fue descrita científicamente en 1937 por Laboissiere.